# Laccophilus heidiae
Laccophilus heidiae är en skalbaggsart som beskrevs av Michel Brancucci 1983. Laccophilus heidiae ingår i släktet Laccophilus och familjen dykare. Inga underarter finns listade i Catalogue of Life.